# Funai Electric Co.

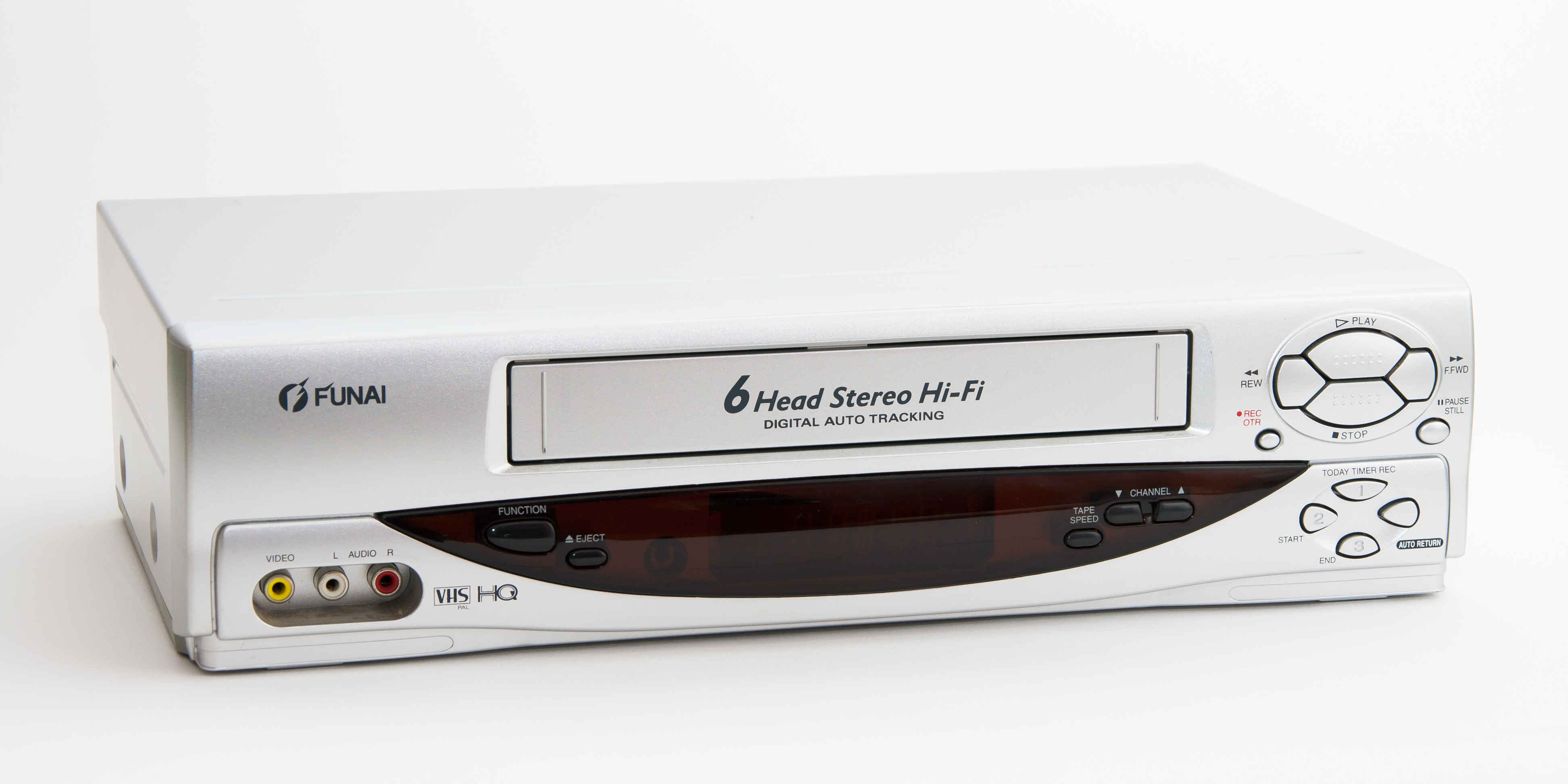
Funai Magnétoscope VHS

Funai Electric Co., Ltd. (船井電機株式会社, Funai denki kabushiki-gaisha) est une société japonaise, cotée à la bourse de Tokyo (TYO:6839) et à la bourse d'Osaka, spécialisée dans l'électronique.

## Présentation
La société Funai Electric Co. a été fondée en 1961. Elle est basée à Daitō, dans la Préfecture d'Osaka au Japon.
Elle développe, fabrique, commercialise et distribue des équipements informatiques et de communications tels que des périphériques informatiques (imprimantes, principalement), des terminaux Internet, des produits vidéo, téléviseurs, lecteurs de DVD, magnétoscopes dont elle était le dernier fabricant jusqu'à la fin de la production en juillet 2016, et autres équipements domestiques.
Funai Electric Co. possède des sites de production au Japon, en Chine (dont Hong Kong), et en Malaisie. Fin mars 2006, Funai emploie 4 000 personnes, pour un chiffre d'affaires, de 361 milliards de yens (3 milliards de US$).
En 2007, la gamme de produits Funai Electric Co. comporte des imprimantes jet d'encre, des imprimantes laser, télévisions à écrans plats (LCD et Plasma), lecteurs, lecteurs/enregistreurs de DVD. La société distribue ses produits notamment sous les marques Funai, Emerson, Maganavox, Sylvania, et Symphonics. Elle compte parmi ses clients Wal-Mart, Carrefour, Philips, Hitachi, Kodak et Sharp.
Début 2013, la société achète à Philips sa branche divertissement. Elle acquiert également à cette date le droit de continuer à utiliser le nom Philips sur ces produits pendant cinq ans renouvelables. En octobre de la même année, Funai se retire et rompt son contrat.

## Faillite
En 2024, Funai Electric Co. se déclare en faillite, avec plus de 40 milliards de yens de dettes. 550 travailleurs sont immédiatement licenciés. Il est estimé que 2.000 autres employés vont perdre leur travail.